# Marko Gazzotti
Marko Gazzotti (Francia, 24 de septiembre de 2004) es un jugador profesional francés de rugby que se desempeña en la posición de ala cerrado en Union Bordeaux Bègles, equipo perteneciente a la liga Top 14.

## Carrera
Gazzotti es un jugador de formación francesa (JIFF). Comenzó su carrera deportiva con el equipo FCAix Rugby, en el cual jugó nueve temporadas (2009-2018), después pasó a Rugby Club Savoie Rumilly (2018-2019), luego a FC Grenoble Rugby (2019-2023), posteriormente a Union Bordeaux Bègles, donde lleva jugando una temporada.